# L-1 Identity Solutions
L-1 Identity Solutions, Inc. is een Amerikaanse onderneming, die gespecialiseerd is in de verkoop van gezichtsherkenningssystemen, elektronische paspoorten en andere biometrische technologieën aan regeringen, waaronder de Amerikaanse overheid en die van Saoedi-Arabië. De onderneming uit Connecticut werd in augustus 2006 opgericht, het kwam voort uit de fusies en overnames van enkele biometrische ondernemingen, waaronder Viisage Technology, Inc. en Identix Incorporated. De beursgenoteerde onderneming is nu een van de grootste biometrische bedrijven in Amerika.
L-1 maakt paspoorten en paspoort-kaarten voor Amerikaanse burgers, neemt vingerafdrukken af van bezoekers aan Amerika (meer dan een miljoen per jaar), levert biometrische technologie waarmee Amerikaanse soldaten in Irak en Afghanistan ter plaatse data kunnen verzamelen, is verantwoordelijk voor het onderhoud van het gezichtsherkenning-database-systeem van het State Department en produceert rijbewijzen voor enkele Amerikaanse staten. Het bedrijf heeft een database van 60 miljoen records.

## China
In strijd met de sancties die de Amerikaanse regering na het Tiananmenprotest instelde op de verkoop van alles wat de Chinese overheidsinstanties kan helpen bij detection en misdaadbestrijding (van handboeien tot veiligheidscamera's), verkocht L-1 aan een Chinees bedrijf in licentie software voor gezichtsherkenning. Het bedrijf, Pixel Solutions (Kanton) heeft de software verder ontwikkeld en is in de race om deze software te leveren aan de Chinese overheid. Als Pixel Solutions de opdracht wint, zal de software worden geïntegreerd in het omvangrijke censuur- en surveillance-netwerk Golden Shield. Hiermee kunnen criminelen, maar ook politieke dissidenten, kritische journalisten en anderen worden opgespoord. Pixel werkt nu al samen met de Chinese politie. Bij levering aan de overheid, zal een deel van de winst van Pixel Solutions in de kas van L-1 vloeien.